# Einar Løchen
Einar Løchen, född 2 november 1850, död 27 november 1908, var en norsk jurist och politiker. Han var tvillingbror till Arne Løchen och bror till Hjalmar Løken.
Løchen tog en juris kandidatexamen 1876, blev høyesterettsadvokat 1886, statsadvokat 1890 och var extraordinarie assessor i Høyesterett 1891–1898. Han var minister i Johannes Steens andra regering, först som ledamot av statsrådsavdelningen i Stockholm och sedan som chef för justitie- och politiedepartementen. Åren 1900–1908 var Løchen justitiarius i Høyesterett.